# Viktor Kalisch
Viktor Kalisch   (Linz, 4 de desembre de 1902 - 21 de juliol de 1976) fou un piragüista austríac que va competir durant la dècada de 1930.
El 1936 va prendre part en els Jocs Olímpics de Berlín on, fent parella amb Karl Steinhuber, guanyà la medalla de plata en la competició del K-2, 10.000 metres del programa de piragüisme.